# Szczyty (Łódź)
Szczyty [pronunciación en polaco: /ˈʂt͡ʂɨtɨ/] es un pueblo ubicado en el distrito administrativo de Gmina Działoszyn, dentro del Distrito de Pajęczno, Voivodato de Łódź, en Polonia central. Se encuentra aproximadamente a 4 kilómetros al norte de Działoszyn, a 11 kilómetros al oeste de Pajęczno, y a 83 kilómetros al suroeste de la capital regional Lodz.